# الاپتولا
الاپتولا (به لاتین: Alupotawela) یک منطقهٔ مسکونی در سری‌لانکا است که در استان مرکزی (سری‌لانکا) واقع شده‌است.